# Pierre Tornade
Pour les articles homonymes, voir Tornade (homonymie) et Tournadre.
Pierre Tournadre, dit Pierre Tornade, né le 21 janvier 1930 à Bort-les-Orgues (Corrèze) et mort le 7 mars 2012 à Rambouillet (Yvelines), est un acteur français.
Il a été une grande figure des seconds rôles du cinéma français ainsi qu'une voix marquante du milieu de l'animation française et du monde du doublage grâce à son timbre vocal profond. Il a par exemple été le premier à prêter sa voix à Averell Dalton de 1971 à 1991 et a été l'une des voix d'Obélix de 1985 à 2005.

## Biographie

### Carrière
Pierre Tornade apparaît pour la première fois sur scène en 1955 au théâtre du Palais-Royal dans Elle est folle, Carole de Jean de Létraz.
En 1956, il joue dans la comédie musicale d'Alexandre Breffort et Marguerite Monnot Irma la douce au théâtre Gramont et fait ses débuts au cinéma dans Les Truands de Carlo Rim, où il adopte son nom de scène, Tornade. L'année suivante, il joue au théâtre dans Péricles, prince de Tyr de Shakespeare avant d'intégrer au début des années 1960 la troupe des Branquignols de Robert Dhéry.
Très demandé à partir des années 1960, il apparaît à la télévision dans de nombreux feuilletons tels que Thierry la Fronde (1963), Les Cinq Dernières Minutes (1964), dans l'épisode : Fenêtre sur jardin,  Le Chevalier d'Harmental (1966), Les Sept de l'escalier quinze B (1967) ou encore Les Dossiers de l'agence O (1968). De par sa stature imposante, il se voit fréquemment confier des rôles de militaire ou de policier.

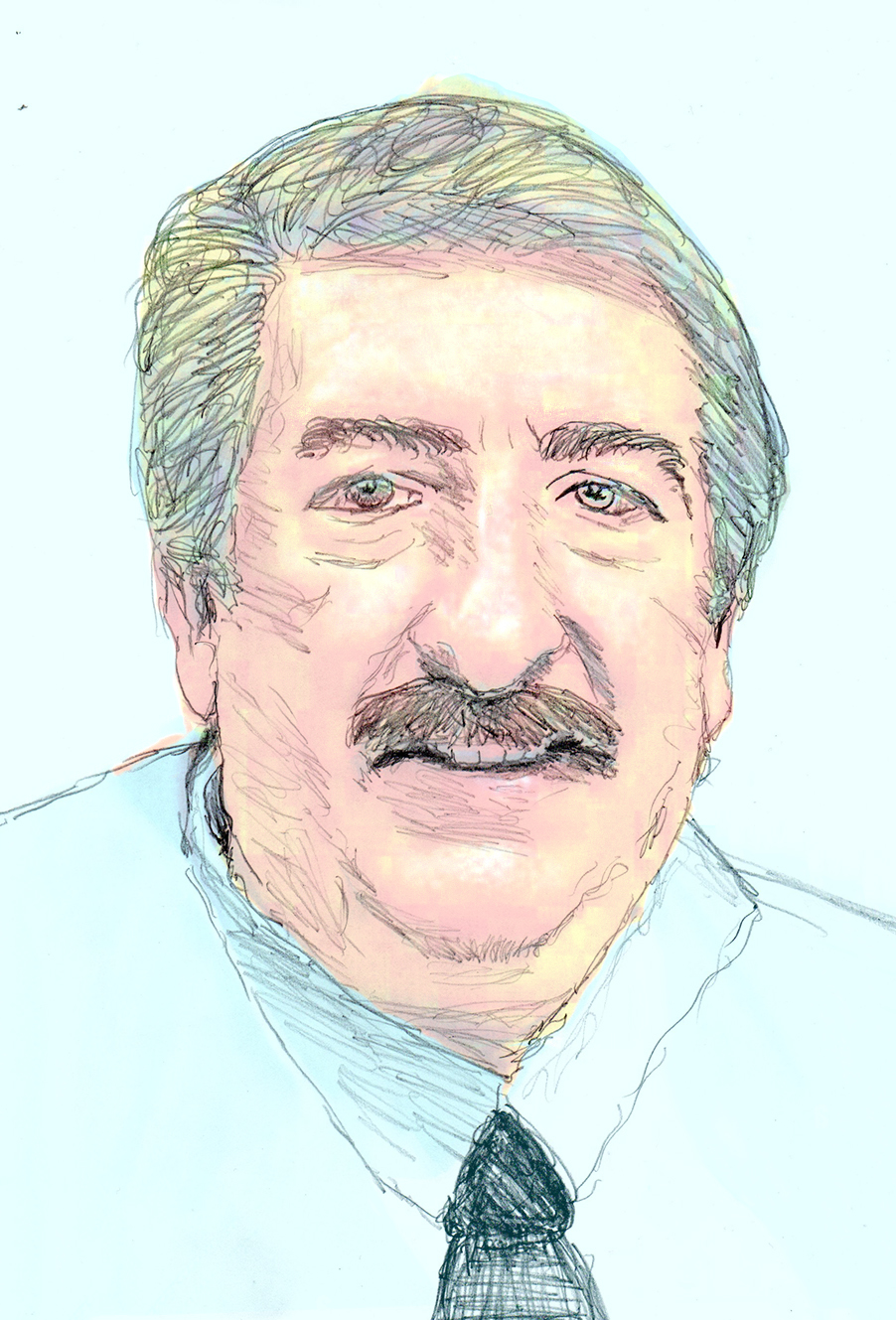
Dessin représentant Pierre Tornade âgé.

Du fait de cette stature, sa voix, une certaine allure, il joue pratiquement tout le temps des rôles de personnages « des classes moyennes », très rarement des notables ou des gens des classes populaires ; militaire : il porte le grade de sergent à capitaine, jamais en dessous et qu'une fois officier supérieur et une fois général ; employé de restaurant : il est maître d'hôtel, n'est jamais serveur ni directeur, pourra être le patron d'un petit établissement ; policier : il pourra être gardien de la paix à commissaire, jamais divisionnaire...[réf. souhaitée]
Ses rôles les plus marquants sont le père de la victime dans Dupont Lajoie, le capitaine Dumont dans la série de films La 7e compagnie et le commissaire Florimond Faroux dans la série télévisée Nestor Burma.
Grande figure du monde de l'animation française et du doublage, il prête notamment sa voix aux personnages d'Averell Dalton (1971-1991) et d'Obélix (1985-1994) dans plusieurs dessins animés adaptés des bandes dessinées Lucky Luke et Astérix. Il fait aussi de nombreuses voix dans le Muppet Show, comme le capitaine Jean Bondyork ou encore Statler.

### Mort

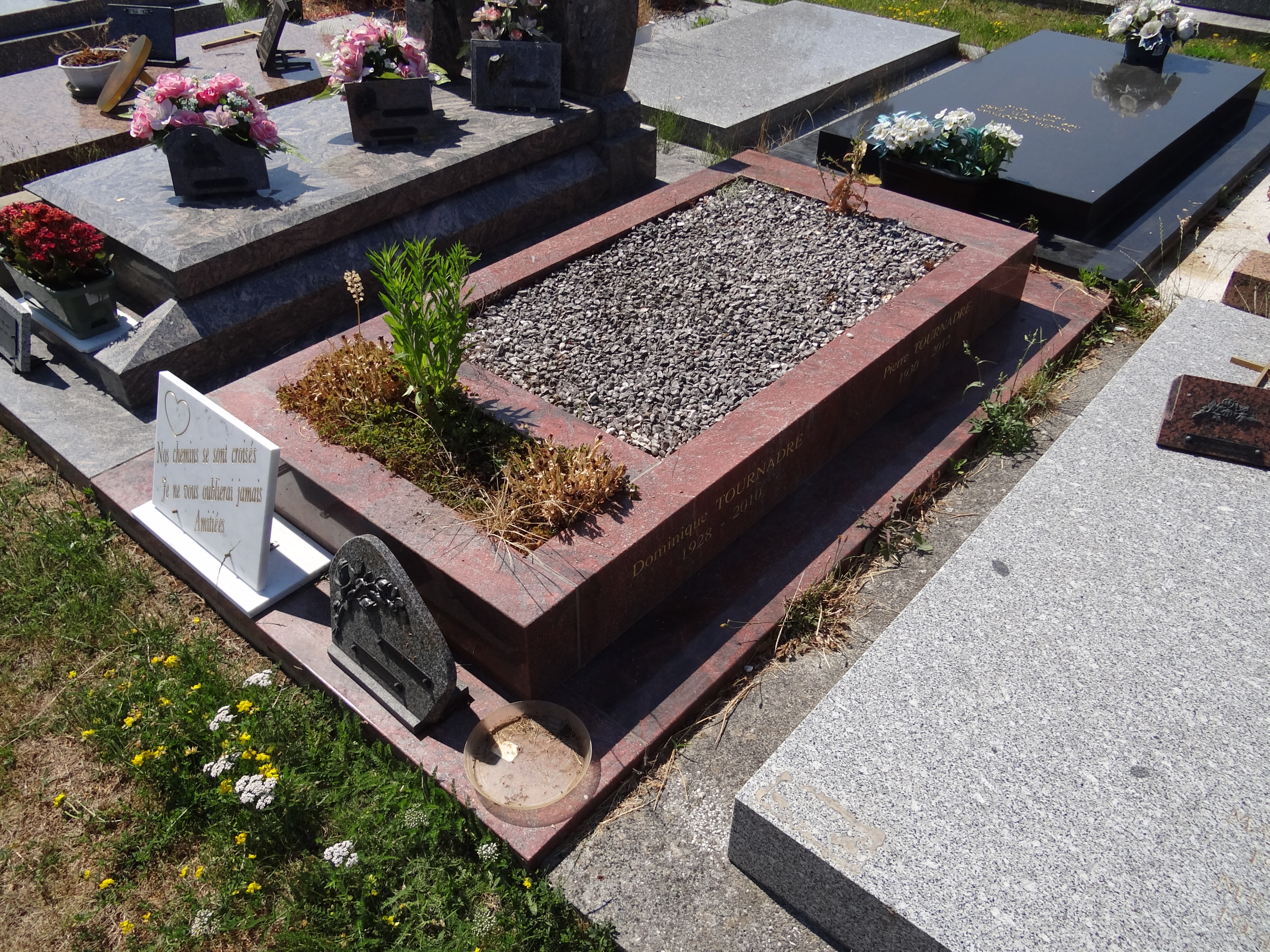
La tombe de Pierre Tornade au cimetière du Mesnil-Saint-Denis (Yvelines).

Pierre Tornade meurt le 7 mars 2012 au centre hospitalier de Rambouillet des suites d'une chute accidentelle d'une échelle, après plusieurs jours de coma, comme le fait savoir la fille de l'acteur, Emmanuelle,,,,.
Il est inhumé le 14 mars 2012 au Mesnil-Saint-Denis (Yvelines) après ses obsèques en l'église de la commune.

## Théâtre
Sauf indication contraire ou complémentaire, les informations mentionnées dans cette section peuvent être confirmées par la base de données Les Archives du spectacle.
- 1955 : Elle est folle, Carole de Jean de Létraz, mise en scène de Mme Jean de Létraz, théâtre du Palais-Royal
- 1956 : Irma la douce d'Alexandre Breffort et Marguerite Monnot, mise en scène René Dupuy, théâtre Gramont
- 1957 : Péricles, prince de Tyr de William Shakespeare, mise en scène René Dupuy, théâtre de l'Ambigu
- 1958 : Édition de midi de Mihail Sebastian, mise en scène René Dupuy, théâtre Gramont
- 1959 : La Double Vie de Théophraste Longuet de Jean Rougeul d'après Gaston Leroux, mise en scène René Dupuy, théâtre Gramont
- 1960 : La Fleur des pois d'Édouard Bourdet, mise en scène Jean Meyer, théâtre du Palais Royal
- 1962 : La Grosse Valse de Robert Dhéry, mise en scène de l’auteur, théâtre des Variétés
- 1964 : Machin-Chouette de Marcel Achard, mise en scène Jean Meyer, théâtre Antoine
- 1964 : Sainte Jeanne de George Bernard Shaw, mise en scène Pierre Franck, théâtre Montparnasse
- 1965 : Version grecque de Marc-Gilbert Sauvajon, mise en scène Jacques-Henri Duval, théâtre Montparnasse
- 1966 : Drôle de couple de Neil Simon, mise en scène Pierre Mondy, théâtre de la Renaissance
- 1966 : Monsieur Dodd d'Arthur Watkyn, mise en scène Jacques-Henri Duval, théâtre des Variétés
- 1967 : Saint-Dupont de Marcel Mithois, mise en scène Jean-Pierre Grenier, théâtre de la Renaissance
- 1968 : La Bonne Adresse de Marc Camoletti, mise en scène Christian-Gérard, théâtre de la Potinière
- 1968 : C'est malin ! de Fulbert Janin, mise en scène Michel Roux, théâtre des Ambassadeurs
- 1969 : Trois hommes sur un cheval de Marcel Moussy, d'après la comédie de John Cecil Holm et George Abbott, mise en scène Pierre Mondy, théâtre Antoine
- 1969 : Occupe-toi d'Amélie de Georges Feydeau, mise en scène Jacques Charon, Théâtre de la Madeleine
- 1970 : L'Enterrement d'Henry Monnier, mise en scène André Barsacq, théâtre de l'Atelier
- 1972 : Les Branquignols de et mise en scène Robert Dhéry, théâtre La Bruyère
- 1974 : L'Odyssée pour une tasse de thé de Jean-Michel Ribes, mise en scène de l'auteur, théâtre de la Ville
- 1974 : Le Charlatan de Robert Lamoureux, mise en scène Francis Joffo, théâtre des Bouffes-Parisiens
- 1976 : Biedermann et les Incendiaires de Max Frisch, mise en scène Serge Peyrat, théâtre de la Ville
- 1980 : Le Charlatan de Robert Lamoureux, mise en scène Francis Joffo, théâtre des Célestins
- 1981 : Le Charimari de Pierrette Bruno, mise en scène René Clermont, théâtre Saint-Georges
- 1983-1984 : Le Dindon de Georges Feydeau, mise en scène Jean Meyer, théâtre des Célestins puis théâtre du Palais-Royal
- 1986 : Les Dégourdis de la 11e d'André Mouëzy-Éon, mise en scène Jacques Rosny, théâtre des Variétés

## Filmographie
Sauf indication contraire, les informations mentionnées dans cette section peuvent être confirmées par les bases de données cinématographiques  présentes dans la section « Liens externes ».

### Cinéma
- 1956 : Les Truands de Carlo Rim : le ministre
- 1957 : Ce sacré Amédée de Louis Félix
- 1957 : Comme un cheveu sur la soupe de Maurice Regamey : le maître d'hôtel
- 1957 : L'amour est en jeu ou Ma femme, mon gosse et moi de Marc Allégret
- 1959 : Nina de Jean Boyer : un inspecteur
- 1962 : Les Veinards, sketch Le Gros Lot de Jack Pinoteau
- 1963 : Bébert et l'Omnibus d'Yves Robert : un gendarme
- 1963 : L'Honorable Stanislas, agent secret de Jean-Charles Dudrumet : un inspecteur
- 1963 : La Puce, court métrage de Jacques Borge
- 1964 : Allez France ! de Robert Dhéry : un supporter dans le bus
- 1964 : Jaloux comme un tigre de Darry Cowl
- 1964 : Les Gorilles de Jean Girault : un agent de police
- 1964 : Tous les enfants du monde d'André Michel
- 1964 : Mata Hari, agent H 21 de Jean-Louis Richard
- 1965 : La Communale de Jean L'Hôte
- 1965 : Le Chant du monde de Marcel Camus
- 1965 : Le Gendarme à New York de Jean Girault : le médecin de bord
- 1965 : Les Baratineurs de Francis Rigaud : Thès
- 1966 : Monnaie de singe d'Yves Robert : le gardien de prison
- 1966 : Le Grand Restaurant de Jacques Besnard : un maître d'hôtel du restaurant Chez Septime
- 1966 : Monsieur le président-directeur général ou Appelez-moi maître de Jean Girault : un adjudant
- 1966 : Le Plus Vieux Métier du monde, sketch Aujourd'hui de Claude Autant-Lara : le déménageur
- 1966 : Tendre Voyou de Jean Becker : le client du garage
- 1966 : Trois enfants dans le désordre de Léo Joannon : l'agent en faction
- 1966 : Une femme en blanc se révolte de Claude Autant-Lara
- 1966 : Un idiot à Paris de Serge Korber
- 1967 : La Nuit des généraux d'Anatole Litvak : Orderly
- 1967 : Le Petit Baigneur de Robert Dhéry : un des frères Castanier, gardien de phare
- 1967 : Le Fou du labo 4 de Jacques Besnard : un inspecteur de la DST
- 1968 : Le Tatoué de Denys de La Patellière : le maréchal des logis-chef de gendarmerie
- 1968 : Béru et ces dames de Guy Lefranc : un agent de police
- 1968 : Un drôle de colonel de Jean Girault : un inspecteur
- 1968 : Salut Berthe ! de Guy Lefranc
- 1969 : Faites donc plaisir aux amis ou Prête-moi ta femme de Francis Rigaud : Léon, le mari trompé
- 1969 : Le Cerveau de Gérard Oury : le soldat belge à la gare de l'Est
- 1969 : L'Auvergnat et l'Autobus de Guy Lefranc : Grosswiller, un homme d'affaires
- 1969 : Le Diable par la queue de Philippe de Broca : Schwartz, un gangster
- 1970 : Trois hommes sur un cheval de Marcel Moussy : Jo Gabardine
- 1971 : L'Explosion de Marc Simenon : Léopold
- 1971 : Un cave de Gilles Grangier : Fernier, l'homme riche
- 1973 : La Raison du plus fou de François Reichenbach: le premier motard
- 1973 : Je sais rien, mais je dirai tout de Pierre Richard : le commissaire de police
- 1973 : Mais où est donc passée la septième compagnie ? de Robert Lamoureux : le capitaine Dumont
- 1973 : Antoine et Sébastien d'Étienne Périer : Max
- 1973 : La Rage au poing d'Éric Le Hung : Jo, le patron du bar
- 1974 : Le Permis de conduire de Jean Girault : le directeur de l'agence bancaire
- 1974 : Vos gueules, les mouettes ! de Robert Dhéry : le capitaine
- 1974 : Impossible... pas français de Robert Lamoureux : Albert Lombard
- 1975 : Dupont Lajoie d'Yves Boisset : Colin
- 1975 : Opération Lady Marlène de Robert Lamoureux : le commandant Moulinot
- 1975 : On a retrouvé la septième compagnie de Robert Lamoureux : le capitaine Dumont
- 1975 : Adieu poulet de Pierre Granier-Deferre : le commissaire Pignol
- 1975 : Soldat Duroc, ça va être ta fête de Michel Gérard : le sergent-chef Lapointe
- 1976 : Oublie-moi, Mandoline de Michel Wyn : Jean-Paul Tardu
- 1976 : Le Jour de gloire de Jacques Besnard : le maire
- 1977 : Dis bonjour à la dame de Michel Gérard : Robert Ferry
- 1977 : Arrête ton char... bidasse ! de Michel Gérard : le capitaine Marcus
- 1978 : Général... nous voilà ! de Jacques Besnard: Julien Berger
- 1979 : C'est dingue, mais on y va... ! de Michel Gérard : Arthur Neyssac
- 1980 : L'Œil du maître de Stéphane Kurc : le parachutiste
- 1981 : Le Chêne d'Allouville ou Ils sont fous ces Normands de Serge Pénard : le maire Henri Brainville
- 1981 : Signé Furax de Marc Simenon : un agent de l'Obélisque
- 1983 : Salut la puce de Richard Balducci : Alfred
- 1984 : Fort Saganne d'Alain Corneau : le père de Charles
- 1986 : Didi auf vollen Touren de Wigbert Wicker : le commissaire Bontemps
- 1988 : Les Gauloises blondes de Jean Jabely : le chef Biturix
- 1988 : À notre regrettable époux de Serge Korber : Radetsky
- 1989 : Jour de cirque, court métrage de Dominique Bidaubayle

### Télévision

#### Téléfilms
- 1959 : La Nuit de Tom Brown de Claude Barma : le barman
- 1964 : Le Théâtre de la jeunesse : Les Aventures de David Balfour[a] de Alain Boudet
- 1965 : Version grecque[a] de Jean-Paul Sassy : Cloides
- 1966 : Rouletabille et Rouletabille chez le Tsar de Jean-Charles Lagneau : Koupriane
- 1967 : Deux Romains en Gaule de Pierre Tchernia
- 1967 : Cette nuit à Bethléem d'André Fey
- 1967 : Beaumarchais ou 6000 fusils de Marcel Bluwal : le sergent
- 1969 : Sainte Jeanne de Claude Loursais : Baudricourt
- 1972 : Les Chemins de fer[a] de Daniel Georgeot : Courtevoil
- 1973 : Le Maître de pension de Marcel Moussy : Jaminet
- 1974 : Au théâtre ce soir : Edmée[a] de Pierre-Aristide Bréal, mise en scène Michel Roux, réalisation Georges Folgoas : Philogène
- 1977 : Le Petit Théâtre d'Antenne 2 : Monsieur Badin[a] de Daniel Ceccaldi
- 1977 : Le Passe-muraille de Pierre Tchernia : Lecuyer
- 1978 : Les Palmiers du métropolitain de Youri : M. Léon
- 1979 : Le Plus Heureux des trois de Jean Cohen : Marjavel
- 1981 : Le Charlatan[a] de Philippe Ducrest : Émile Flaubert
- 1982 : Les Grands Ducs de Marcel Bozzuffi et Patrick Jamain : Fernand
- 1986 : Le Dindon[a] de Pierre Badel : Pinchard
- 1991 : Papy super star de Serge Pénard : Victor
- 1991 : L'Huissier de Pierre Tchernia : le commissaire
- 1995 : Lettre ouverte à Lili de Jean-Luc Trotignon : Aimé Fayol

#### Séries télévisées
- 1959 : En votre âme et conscience, épisode L'Affaire Troppman de Claude Barma
- 1963 : Thierry la Fronde, épisode Thierry et l'archiprètre de Robert Guez : Arnaud de Cervole
- 1963 : Thierry la Fronde, épisode La Mission secrète de Taillevent de Robert Guez : Taillevent
- 1963 : Thierry la Fronde, épisode La Fourche du diable de Robert Guez : Taillevent
- 1964 : Les Cinq Dernières Minutes : Fenêtre sur jardin de Claude Loursais : Chasseneuil
- 1964 : Les Cinq Dernières Minutes : 45 tours... et puis s'en vont de Bernard Hecht : Chrétien
- 1964 : Quand le vin est tiré ... (Les Cinq Dernières Minutesno 29), de Claude Loursais : François Larpin
- 1964 : Les Cinq Dernières Minutes, épisode  Sans fleurs, ni couronnes de Claude Loursais : M. Henri, le garagiste
- 1965 : Seule à Paris de Robert Guez : Paul
- 1965 : Les Cinq Dernières Minutes, épisode  Bonheur à tout prix  de Claude Loursais : le premier ouvrier
- 1966 : En votre âme et conscience, épisode Le Crime de Sezenin de Pierre Nivolet
- 1966 : Le Chevalier d'Harmental de Jean-Pierre Decourt : Roquefinette
- 1966 : Les Sept de l'escalier 15 de Jean-Paul Rouland, Georges Régnier : l'agent Boudart
- 1966 : Les Compagnons de Jéhu de Michel Drach : Antoine le postillon
- 1966 : Comment ne pas épouser un milliardaire de Lazare Iglésis : Shirley
- 1966 : Les Cinq Dernières Minutes, épisode La Rose de fer de Jean-Pierre Marchand : Jules
- 1967 : Les Cinq Dernières Minutes, épisode Un mort sur le carreaur de Roland-Bernard : Fernand Moustier
- 1967 : L'Amateur ou S.O.S Fernand, épisode  Le Coup de fil de Jacques Pinoteau
- 1967 : Malican père et fils de Yannick Andreï et Marcel Cravenne
- 1967 : Vidocq, épisode La Baraque aux 36 étoiles de Claude Loursais : Torniflor
- 1968 : Les Dossiers de l'agence O de Jean Salvy : Joseph Terrence
- 1968 : L'Homme du Picardie de Jacques Ertaud : Malbosc
- 1970 : Allô Police, épisode La Petite Planète de Pierre Goutas
- 1970 : Nanou de Georges Régnier : Corson
- 1971 : Les Nouvelles Aventures de Vidocq, épisode Les Chauffeurs du Nord de Marcel Bluwal : le préfet de la Somme
- 1971 : Les Cinq Dernières Minutes, épisode Les Yeux de la tête de Claude Loursais : Camille Bonnevaux
- 1972 : Pot-Bouille d'Yves-André Hubert : Campardon
- 1972 : Pont dormant, court métrage de Fernand Marzelle
- 1973 : Lucien Leuwen de Claude Autant-Lara : Bouchard
- 1974 : L'Homme au contrat de Jacques Audoir : Fredo
- 1977 : Les Folies Offenbach de Michel Boisrond : Fialin de Persigny
- 1981 : Arcole ou la Terre promise de Marcel Moussy : Benoît Courtade
- 1981 : Histoire contemporaine de Michel Boisrond : M. Compagnon
- 1982 : Le Village sur la colline d'Yves Laumet : le régisseur
- 1982 : Toutes griffes dehors de Michel Boisrond : Barbazan
- 1984 : Allô Béatrice de Jacques Besnard : le commissaire
- 1985 : Le Canon paisible de Stéphane Bertin : Maurice
- 1988 : La Belle Anglaise de Jacques Besnard : Raoul
- 1988 : Palace de Jean-Michel Ribes : un client
- 1989 : Les Millionnaires du jeudi
- 1991 : Maxime et Wanda, épisode Une révolution clé en main d'Henri Helman : le général
- 1991-2001 : Nestor Burma : le commissaire Faroux. Saisons 1 à 6.
- 1995 : Maxime et Wanda, épisode Les Belles Ordures de Claude Vital

### Doublage

#### Cinéma

##### Films
- 1954[9] : Une femme qui s'affiche (It Should Be Happen to You) de George Cukor : Con Cooley (Rex Evans)
- 1966 : Un mort en pleine forme (The Wrong Box) de Bryan Forbes : le premier voyou (Norman Rossington)
- 1972 : Le Parrain (The Godfather) de Francis Ford Coppola : Luca Brasi (Lenny Montana) (1er doublage)
- 1972 : 3 Étoiles, 36 Chandelles (Snowball Express) de Norman Tokar : Jesse McCord (Harry Morgan)
- 1973 : L'Homme des hautes plaines (High Plains Drifter) de Clint Eastwood : le shérif Dan Shaw (Walter Barnes)

##### Films d'animation
- 1967 : Astérix le Gaulois de René Goscinny, Albert Uderzo et Raymond Leblanc : Abraracourcix / le marchand de bœufs / Caius Bonus
- 1968 : Astérix et Cléopâtre de René Goscinny, Albert Uderzo : Numérobis / Abraracourcix / un mercenaire
- 1971 : Lucky Luke de René Goscinny et Morris : Averell Dalton
- 1973 : Robin des Bois de Wolfgang Reitherman : frère Tuck
- 1976 : Les Douze Travaux d'Astérix de René Goscinny, Albert Uderzo et Pierre Watrin : Abraracourcix
- 1978 : La Ballade des Dalton de René Goscinny, Morris, Henri Gruel et Pierre Watrin : Averell Dalton
- 1983 : Les Dalton en Cavale de Joseph Barbera, William Hanna, Ray Patterson et Morris : Averell Dalton, le boulanger, le boucher
- 1985 : Astérix et la Surprise de César de Gaëtan Brizzi et Paul Brizzi : Obélix
- 1986 : Astérix chez les Bretons de Pino Van Lamsweerde : Obélix
- 1986 : Babar et le Père Noël de Gerry Capelle : Babar
- 1989 : Astérix et le Coup du menhir de Philippe Grimond : Obélix
- 1994 : Astérix et les Indiens de Gerhard Hahn : Obélix

#### Télévision

##### Séries télévisées
- 1969 : Les Aventures de Chaperonnette à Pois : Le loup
- 1976-1981 : Le Muppet Show : Capitaine Jean Bondyork, Statler (1er doublage)

##### Séries animées
- 1983-1984 : Lucky Luke : Averell Dalton
- 1989 : Cubitus : Cubitus
- 1991-1992 : Lucky Luke : Averell Dalton

#### Jeux vidéo
- 2004 : Astérix et Obélix XXL : Obélix
- 2005 : Astérix et Obélix XXL 2 : Mission Las Vegum : Obélix

## Distinction
- Chevalier de l'ordre national du Mérite (1996)[10].